# Sis dies de Columbus
Els Sis dies de Columbus va ser una cursa de ciclisme en pista, de la modalitat de sis dies, que es va córrer a Columbus (Estats Units d'Amèrica). Només es va disputar la primera edició el 1940.

## Palmarès
| Any  | Primers                       | Segons                        | Tercers                        |
| ---- | ----------------------------- | ----------------------------- | ------------------------------ |
| 1940 | Gustav Kilian · Henry O'Brien | Alfred Crossley · Cecil Yates | Jules Audy · Cesare Moretti Jr |